# Republicano (1842)
El bergantín goleta Republicano fue un buque de la Armada Argentina partícipe de los conflictos con Francia, Inglaterra y Uruguay entre 1842 y 1845, único buque argentino presente en la Batalla de la Vuelta de Obligado.
El 8 de enero de 2016 se confirmó que la mitad del cuerpo del buque está hundido en el Río Paraná.

## Historia
En el marco de la Guerra Grande que enfrentó a la Confederación Argentina y al depuesto presidente uruguayo Manuel Oribe con las fuerzas riveristas que contaban con el apoyo de los exiliados del Partido Unitario, el bergantìn goleta sardo San Giorgio, surto en el puerto de la ciudad de Buenos Aires, fue adquirido por el gobierno argentino el 4 de junio de 1842 en la suma de $f 34000.
Tras incorporarse el 15 de julio a la escuadra argentina comandada por Guillermo Brown con el nombre Republicano, zarpó de Balizas Interiores el 28 de julio al mando de Tomás Craig uniéndose al buque insignia General Belgrano en la persecución de la flota riverista al mando de John Halstead Coe.
Regresó a Buenos Aires en octubre de 1842 y en diciembre pasó con el general Echagüe al Río Uruguay en un crucero sin mayor trascendencia que finalizó en marzo de 1843. Destinado al bloqueo de la ciudad de Montevideo, en mayo regresó a Buenos Aires, donde efectuó reparaciones y modificó su artillería.
En julio se reincorporó al bloqueo brevemente para pasar a operar sobre Maldonado en el mes de agosto.En octubre regresó al bloqueo, permaneciendo en ese puesto hasta fin de año.
Entre enero y junio de 1844 permaneció afectado al bloqueo. Tras escoltar a Brown a Buenos Aires en busca de refuerzos se reintegró al bloqueo. El 29 de septiembre de 1844 se vio involucrado en el llamado "Incidente del USS Congress", una injustificada agresión de la flota de los Estados Unidos en el Río de la Plata a la escuadra argentina.
El capitán de la Congress Philip Falkerson Voorhees considerando que el fuego de fusilería recibido por un buque de su país de parte de otro de bandera oriental, el San Cala. representaba un ataque de la Confederación a un buque de su país, capturó al San Cala y cuando la goleta argentina 9 de Julio (Eduardo Brown pasaba a tiro de cañón del USS Bainbridge fue a su vez detenida y abordada, mientras que la Congress abordaba por una de sus amuras a la fragata 25 de Mayo.
Viendo que se acercaba el Republicano Voorhees dejó de momento al 25 de Mayo y se dirigió sobre el pequeño bergantín capturándolo. Verificado lo sucedido, Voorhees devolvió las naves, pero se negó a desagraviar el pabellón por lo que la flota argentina mantuvo sus banderas arriadas en expresión de protesta. Finalmente el superior de Voorhees resolvió el entredicho y retiró a Voorhees, que fue enjuiciado.
Entre octubre y el 15 de diciembre, el Republicano en dique de carena en Ensenada de Barragán. En enero de 1845 se incorporó a la escuadrilla del río Paraná por lo que resultó ser uno de los pocos buques que escapó al llamado robo de la escuadra perpetrado por las fuerzas navales británicas y francesas el 2 de agosto en Montevideo.
Durante la Guerra del Paraná el Republicano integró entonces la línea de defensa del Paraná en la Vuelta de Obligado y participó del combate del 20 de noviembre durante el cual su comandante lo hizo volar para evitar que cayera en manos del enemigo, pasando con su tripulación a reforzar las baterías costeras.
En enero de 2016 el "Republicano" fue encontrado en el fondo del río Paraná, en la localidad de San Pedro. La embarcación fue hallada casi en el mismo lugar donde las referencias históricas aseguran que se hundió por decisión de su comandante, para evitar ser capturado por el enemigo.